# Sportjahr 1952
Liste der Sportjahre

◄◄ | ◄ | 1948 | 1949 | 1950 | 1951 | Sportjahr 1952 | 1953 | 1954 | 1955 | 1956 | ► | ►►

Weitere Ereignisse   · Olympische Spiele · Olympische Winterspiele

## Badminton
Höhepunkte des Badmintonjahres 1952 war der Thomas Cup mit dem Sieger Malaya sowie die All England, die Denmark Open, die Irish Open, die Scottish Open und die French Open. In Indonesien und Nepal wurden erstmals nationale Titelkämpfe ausgetragen.

### Internationale Veranstaltungen
| Veranstaltung | Herreneinzel   | Dameneinzel           | Herrendoppel                 | Damendoppel                     | Mixed                      |
| ------------- | -------------- | --------------------- | ---------------------------- | ------------------------------- | -------------------------- |
| All England   | Wong Peng Soon | Tonny Ahm             | David Choong Eddy Choong     | Tonny Ahm Aase Schiøtt Jacobsen | Poul Holm Tonny Ahm        |
| Denmark Open  | Jørn Skaarup   | Aase Schiøtt Jacobsen | Ong Poh Lim Ismail Marjan    | Tonny Ahm Kirsten Thorndahl     | David Choong Tonny Ahm     |
| French Open   | Eddy Choong    | Audrey Stone          | David Choong Eddy Choong     | Mavis Henderson Audrey Stone    | Eddy Choong Queenie Webber |
| Malaysia Open | Wong Peng Soon | Cecilia Samuel        | Eddy L. Choong Law Teik Hock | Amy Choong Cheah Kooi San       | Ong Poh Lim Cecilia Samuel |

## Cricket
- 28. Juli: Pakistan wird Full Member der Imperial Cricket Conference (dem heutigen International Cricket Council, ICC).

## Eiskunstlauf
- Februar/März: Eiskunstlauf-Weltmeisterschaften 1952 in Paris: Erstmals wird als vierte Disziplin der Eistanz-Wettbewerb ausgetragen.

## Leichtathletik
- 22. Februar – Marjorie Jackson, Australien, lief die 100 Meter der Damen 11,5 s.
- 14. März – Sverre Strandli, Norwegen, erreichte im Hammerwurf der Herren 61,25 m.
- 23. April – Adhemar Ferreira da Silva Brasilien, erreichte im Dreisprung der Herren 16,22 m.
- 28. Mai – Wladimir Uchow, Russland, ging im 50.000-Meter-Gehen der Herren in 4:20:30 h.
- 4. Juni – Marjorie Jackson, Australien, lief die 100 Meter der Damen 11,4 s.
- 15. Juni – Nina Pletnjowa, Sowjetunion, lief die 800 Meter der Damen in 2:08,5 min.
- 24. Juli – József Csermák, Ungarn, warf im Hammerwurf der Herren 60,34 m.
- 25. Juli – Marjorie Jackson, Australien, lief die 200 Meter der Damen 23,4 s.
- 26. Juli – Bob Mathias, USA, erreichte im Zehnkampf der Herren 7592 Punkte.
- 29. Juli – Werner Lueg, Deutschland, lief die 1500 Meter der Herren in 3:43,0 min.
- 23. August – Adhemar Ferreira da Silva Brasilien, erreichte im Dreisprung der Herren 16,12 m.
- 25. August – Marjorie Jackson, Australien, lief die 200 Meter der Damen in 23,6 s.
- 25. August – Marjorie Jackson, Australien, lief die 200 Meter der Damen in 23,4 s.
- 26. August – Bob Mathias, USA, erreichte im Zehnkampf der Herren 7887 Punkte.
- 30. August – Nina Pletnjowa, Sowjetunion, lief die 1500 Meter der Damen 4:37,0 min.
- 8. September – Nina Romaschkowa, Sowjetunion, erreichte im Diskuswurf der Damen 53,61 m.
- 4. Oktober – Marjorie Jackson, Australien, lief die 100 Meter der Damen 11,4 s.
- 18. Oktober – Nina Dumbadze, Sowjetunion, warf im Diskuswurf der Damen 57,04 m.
- 23. Oktober – Josef Doležal, Tschechoslowakei, ging im 50.000-Meter-Gehen der Herren in 4:23:14 h.

## Tischtennis
- Tischtennisweltmeisterschaft 1952 1. bis 10. Februar in Bombay (Indien)
- Länderspiele Deutschlands (Freundschaftsspiele)
  - 25. Oktober: Chiasso: D. – Schweiz 5:4 (Herren)
  - 30. November: Wiesbaden: D. – Österreich 5:4 (Herren)
  - 30. November: Wiesbaden: D. – Österreich 1:3 (Damen)

## Geboren

### Januar
- 01. Januar: François Chatriot, französischer Rallyefahrer
- 01. Januar: Ítalo Estupiñán, ecuadorianisch-mexikanischer Fußballspieler († 2016)
- 04. Januar: Alexei Nikolajewitsch Spirin, sowjetisch-russischer Fußballschiedsrichter († 2024)

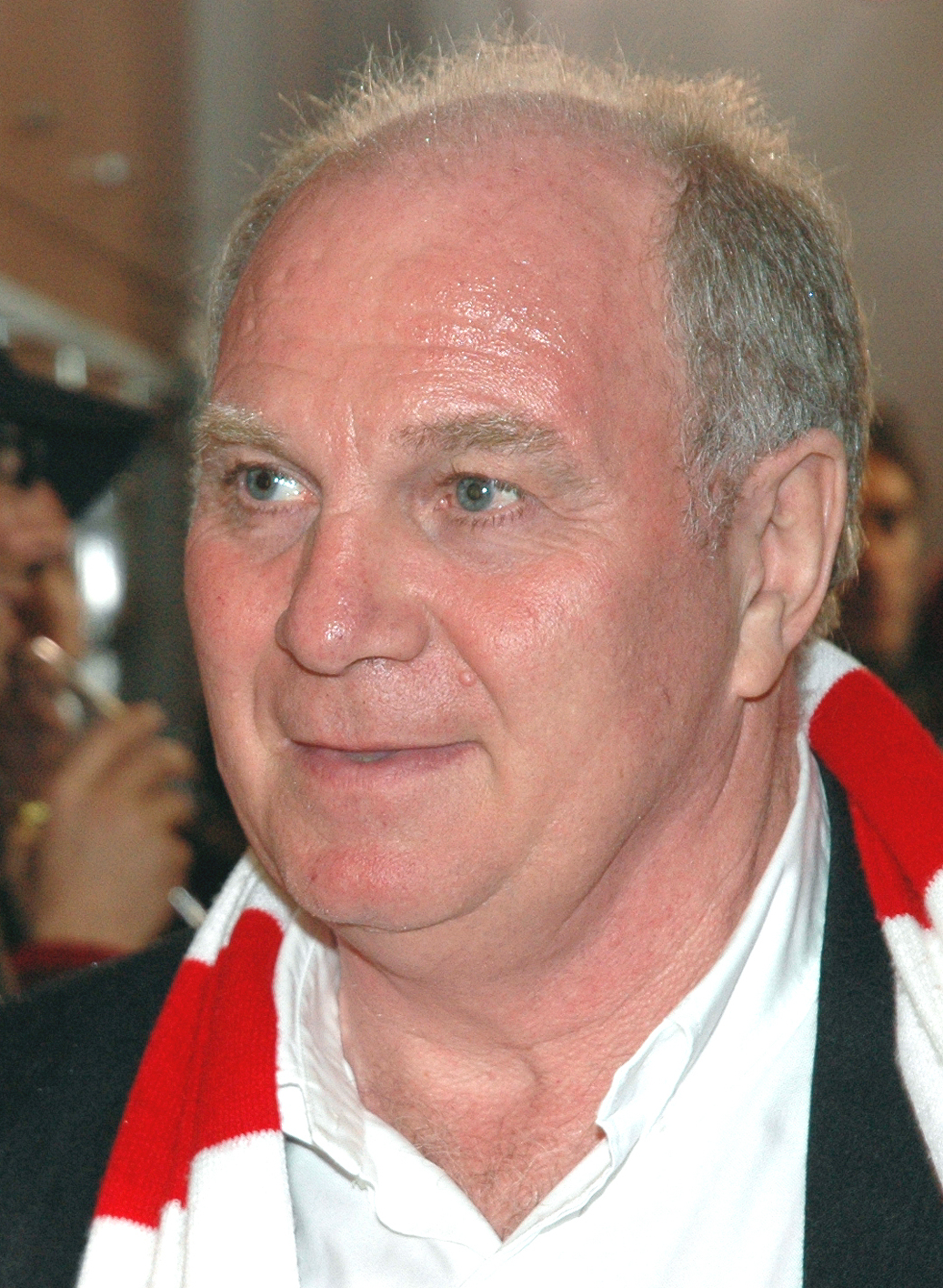
Uli Hoeneß

- 05. Januar: Uli Hoeneß, deutscher Fußballspieler und Manager
- 05. Januar: Leif Øgaard, norwegischer Schachspieler
- 10. Januar: Oleh Romanyschyn, ukrainischer Schachspieler
- 11. Januar: Alexander Woltschkow, russischer Eishockeyspieler
- 12. Januar: John Walker, neuseeländischer Leichtathlet
- 15. Januar: Juan Ahuntchaín, uruguayischer Fußballtrainer und Fußballspieler
- 16. Januar: Piercarlo Ghinzani, italienischer Automobilrennfahrer
- 17. Januar: Lothar Vogt, deutscher Schachspieler
- 18. Januar: Wim Rijsbergen, niederländischer Fußballspieler und -trainer
- 20. Januar: Ute Hommola, deutsche Leichtathletin
- 21. Januar: Werner Grissmann, österreichischer Skirennläufer
- 21. Januar: Michail Umansky, russisch-deutscher Schachmeister († 2010)
- 23. Januar: Henrique da Costa Mecking, brasilianischer Schachmeister und Geistlicher
- 23. Januar: Jaroslav Pouzar, tschechoslowakischer Eishockeyspieler
- 23. Januar: Reinhard Saftig, deutscher Fußballtrainer
- 27. Januar: Billy Johnson, US-amerikanischer American-Football-Spieler
- 29. Januar: Dietrich Siemering, deutscher Fußballspieler
- 30. Januar: Lorenz-Günther Köstner, deutscher Fußballtrainer

### Februar

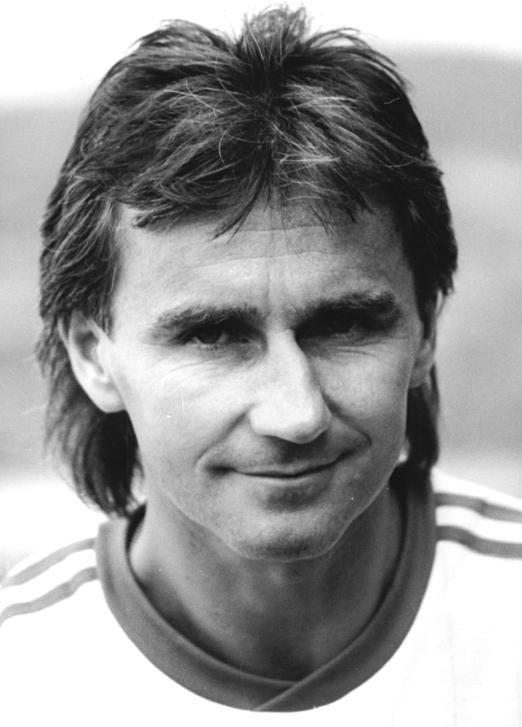
Reinhard Häfner

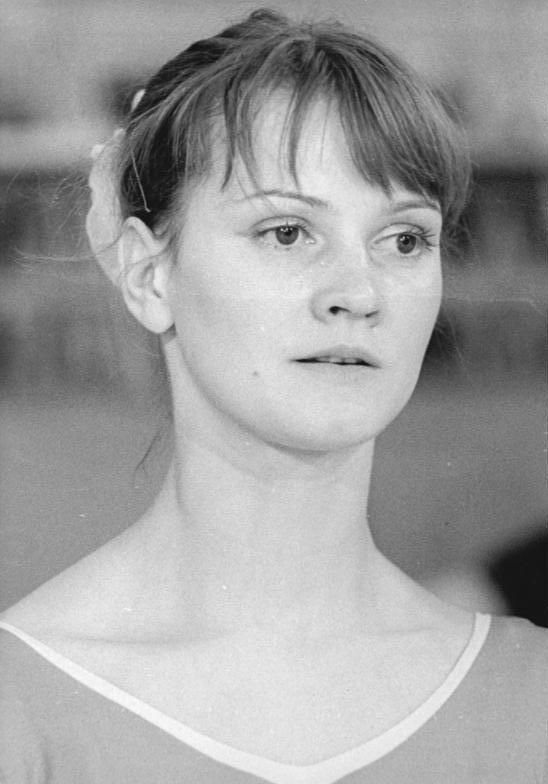
Karin Büttner-Janz

- 02. Februar: Reinhard Häfner, deutscher Fußballspieler († 2016)
- 02. Februar: Fernando Morena, uruguayischer Fußballspieler und -trainer
- 04. Februar: Kurt Klühspies, deutscher Handballspieler
- 04. Februar: Dominique Lacaud, französischer Automobilrennfahrer
- 06. Februar: Ricardo La Volpe, mexikanischer Fußballspieler und -trainer
- 07. Februar: Dieter Goldbach, deutscher Fußballspieler
- 08. Februar: Francisco Marinho, brasilianischer Fußballspieler († 2014)
- 09. Februar: Zhang Jilong, chinesischer Fußballfunktionär
- 12. Februar: Patrick Gaillard, französischer Automobilrennfahrer
- 12. Februar: Heinz-Josef Koitka, deutscher Fußballspieler
- 12. Februar: Henry Rono, kenianischer Langstreckenläufer († 2024)
- 13. Februar: Freddy Maertens, belgischer Radrennfahrer
- 16. Februar: John Feaver, britischer Tennisspieler
- 17. Februar: Karin Büttner-Janz, deutsche Kunstturnerin, Olympiasiegerin und Klinikdirektorin
- 18. Februar: Hansjörg Aemisegger, Schweizer Radrennfahrer
- 20. Februar: Udo Böbel, deutscher Handballspieler und -trainer
- 22. Februar: Thomas Wessinghage, deutscher Leichtathlet
- 23. Februar: Sören Åkeby, schwedischer Fußballtrainer
- 25. Februar: Joey Dunlop, britischer Motorradrennfahrer († 2000)
- 28. Februar: Frank Warren, englischer Boxpromoter
- 29. Februar: Raúl González, mexikanischer Geher und Olympiasieger
- 29. Februar: Holger Oertel, deutscher Handballtorwart und Handballtrainer
- 29. Februar: Raissa Smetanina, russische Skilangläuferin und Olympiasiegerin

### März
- 01. März: Martin O’Neill, nordirischer Fußballspieler und -trainer
- 04. März: Terje Andersen, norwegischer Eisschnellläufer
- 07. März: Stelian Anghel, rumänischer Fußballspieler und Sportfunktionär († 2009)
- 09. März: Bill Beaumont, englischer Rugbyspieler
- 11. März: Pier Paolo Bianchi, italienischer Motorradrennfahrer
- 12. März: Yasuhiko Okudera, japanischer Fußballspieler
- 19. März: Jörg Pfeifer, deutscher Leichtathlet
- 20. März: Geoff Brabham, australischer Automobilrennfahrer
- 21. März: John Holmes, britischer Rugbyspieler († 2009)
- 26. März: Didier Pironi, französischer Automobilrennfahrer († 1987)
- 28. März: Tony Brise, britischer Automobilrennfahrer († 1975)
- 29. März: Rainer Bonhof, deutscher Fußballspieler und -trainer
- 29. März: Teófilo Stevenson, kubanischer Amateurboxer († 2012)
- 31. März: Horst Bredemeier, deutscher Handballtrainer und- funktionär
- 31. März: Paul-Heinz Wellmann, deutscher Leichtathlet

### April

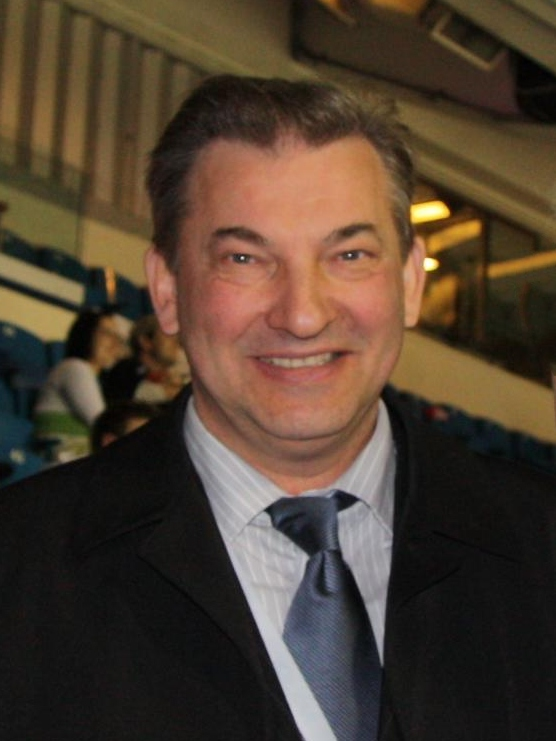
Wladislaw Tretjak

- 01. April: Angelika Bahmann, deutsche Kanutin
- 01. April: Hans-Georg Bürger, deutscher Automobilrennfahrer († 1980)
- 02. April: Thomas Bscher, deutscher Automobilrennfahrer, Banker und Manager
- 02. April: Richard Spénard, kanadischer Automobilrennfahrer
- 03. April: Dieter Krause, deutscher Handballspieler († 2023)
- 03. April: Wjatscheslaw Lemeschew, sowjetischer Boxer und Olympiasieger 1972 († 1996)
- 04. April: Rosemarie Ackermann, deutsche Hochspringerin und Olympiasiegerin
- 04. April: Pat Burns, kanadischer Eishockeyspieler und -trainer († 2010)
- 06. April: Bela Mesaroš, jugoslawischer bzw. serbischer Tischtennis- und Schachspieler († 2022)
- 08. April: Kim Warwick, australischer Tennisspieler
- 16. April: Yochanan Afek, israelisch-niederländischer Schachkomponist und -spieler
- 16. April: Peter Westbrook, US-amerikanischer Fechter
- 18. April: Kees Akerboom, niederländischer Basketballspieler
- 19. April: Alexis Argüello, nicaraguanischer Boxer und Politiker († 2009)
- 21. April: Soslan Andijew, sowjetischer Ringer († 2018)
- 25. April: Wladislaw Tretjak, russischer Eishockeyspieler
- 25. April: Jacques Santini, französischer Fußballtrainer und Fußballspieler
- 27. April: Ari Vatanen, finnischer Rallyefahrer und Politiker
- 29. April: David Icke, britischer Publizist und Fußballspieler
- 29. April: Dietmar Schmidt, deutscher Handballspieler und -trainer

### Mai
- 03. Mai: Danilo Pudgar, jugoslawischer Skispringer
- 03. Mai: Nina Sjuskowa, sowjetisch-ukrainische Sprinter und Olympiasiegerin
- 03. Mai: Allan Wells, britischer Leichtathlet
- 04. Mai: Pete Miller, US-amerikanischer Basketballspieler, -trainer und -funktionär
- 04. Mai: Marvin Stinson, US-amerikanischer Boxer
- 07. Mai: Stanley Dickens, schwedischer Automobilrennfahrer
- 10. Mai: Vanderlei Luxemburgo, brasilianischer Fußballtrainer
- 12. Mai: Margie Mahoney, US-amerikanische Skilangläuferin
- 13. Mai: Sharon Wichman, US-amerikanische Schwimmerin

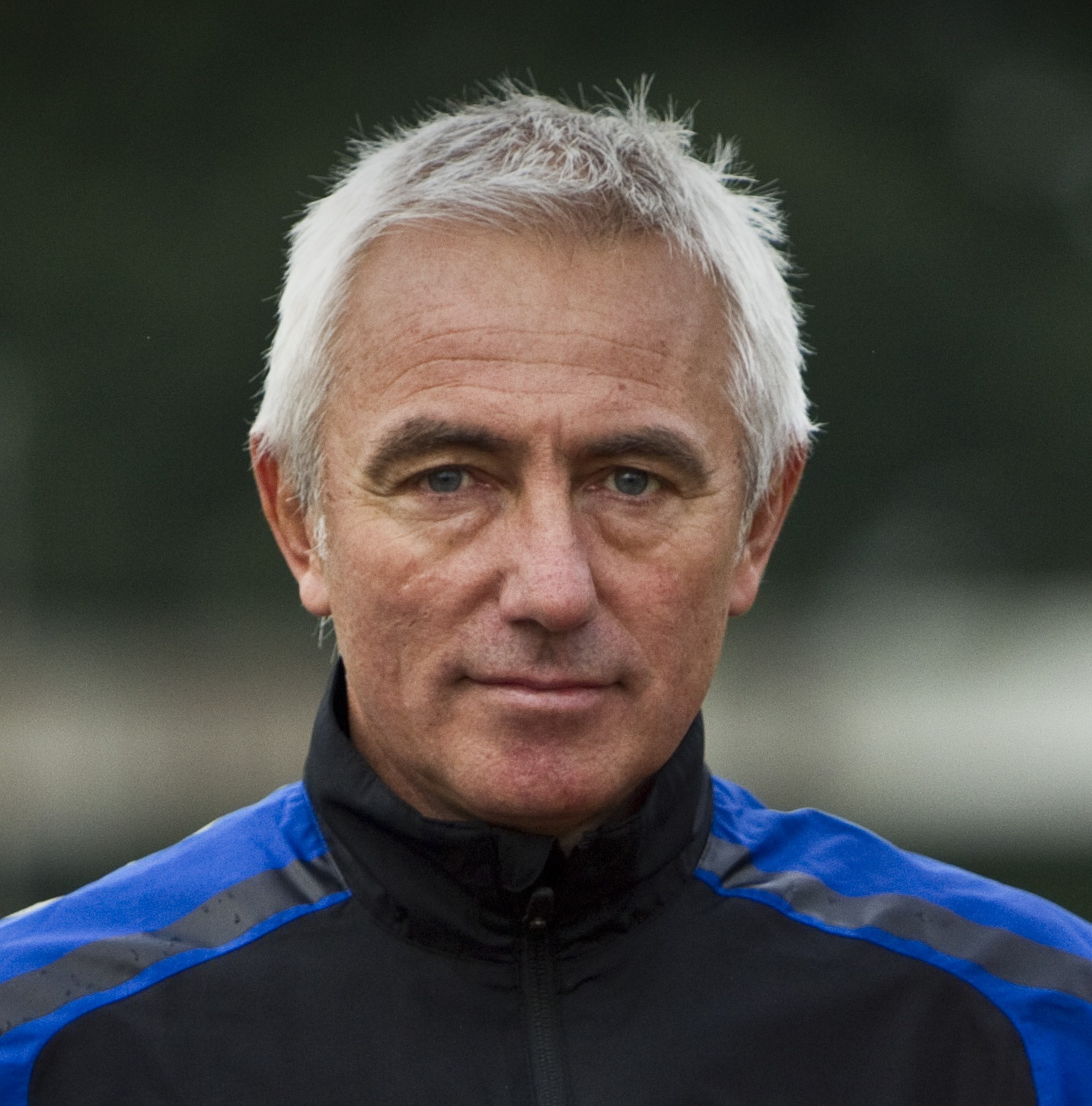
Bert van Marwijk

- 19. Mai: Bert van Marwijk, niederländischer Fußballspieler und -trainer
- 20. Mai: Roger Milla, kamerunischer Fußballspieler
- 20. Mai: Rick Upchurch, US-amerikanischer American-Football-Spieler
- 25. Mai: Wera Anissimowa, sowjetisch-russische Sprinterin
- 28. Mai: Juan Pujol, spanischer Radrennfahrer

### Juni
- 03. Juni: David Richards, britischer Motorsportfunktionär
- 04. Juni: Michail Kusnezow, russischer sowjetischer Ruderer und Olympiasieger 1976

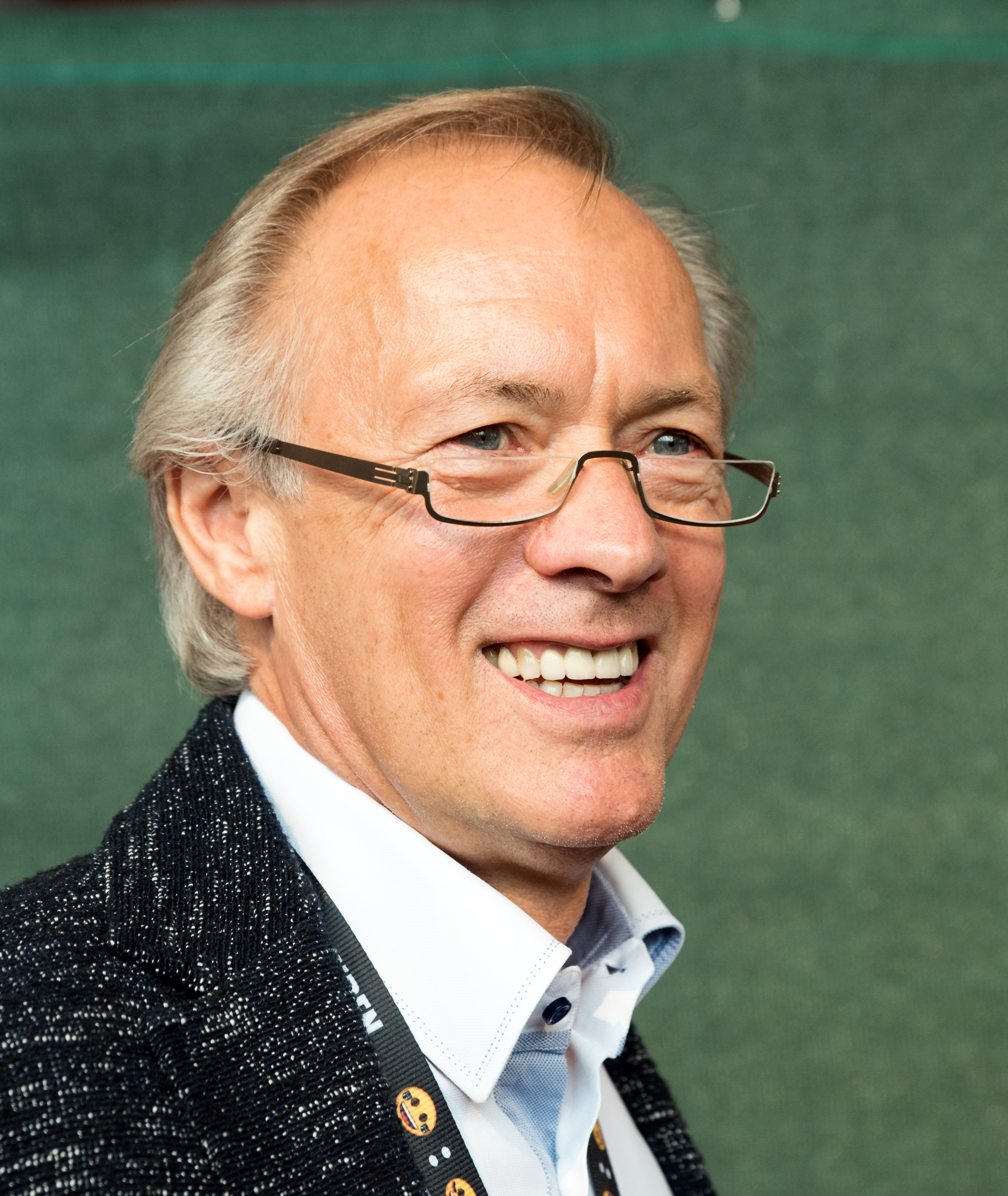
Bernd Wehmeyer

- 06. Juni: Bernd Wehmeyer, deutscher Fußballspieler und -manager
- 07. Juni: Hubert Auriol, französischer Rallyefahrer († 2021)
- 08. Juni: Janusz Kowalski, polnischer Radrennfahrer
- 09. Juni: Elia Andrioletti, italienischer Endurosportler
- 10. Juni: Karl-Heinrich Bette, deutscher Sportwissenschaftler
- 11. Juni: Doris Maletzki, deutsche Leichtathletin
- 12. Juni: Siegfried Brietzke, deutscher Ruderer
- 12. Juni: Cornelia Hanisch, deutsche Fechterin
- 15. Juni: Judith Ayaa, ugandische Leichtathletin († 2002)
- 16. Juni: Alexander Saizew, sowjetisch-russischer Eiskunstläufer und Olympiasieger
- 21. Juni: Kadir Özcan, türkischer Fußballspieler und -trainer († 2013)
- 25. Juni: Hans-Joachim Abel, deutscher Fußballspieler
- 26. Juni: Gordon McQueen, schottischer Fußballspieler († 2023)
- 28. Juni: Cornelia Dornbrack, deutsche Leichtathletin
- 28. Juni: Pietro Mennea, italienischer Leichtathlet († 2013)

### Juli

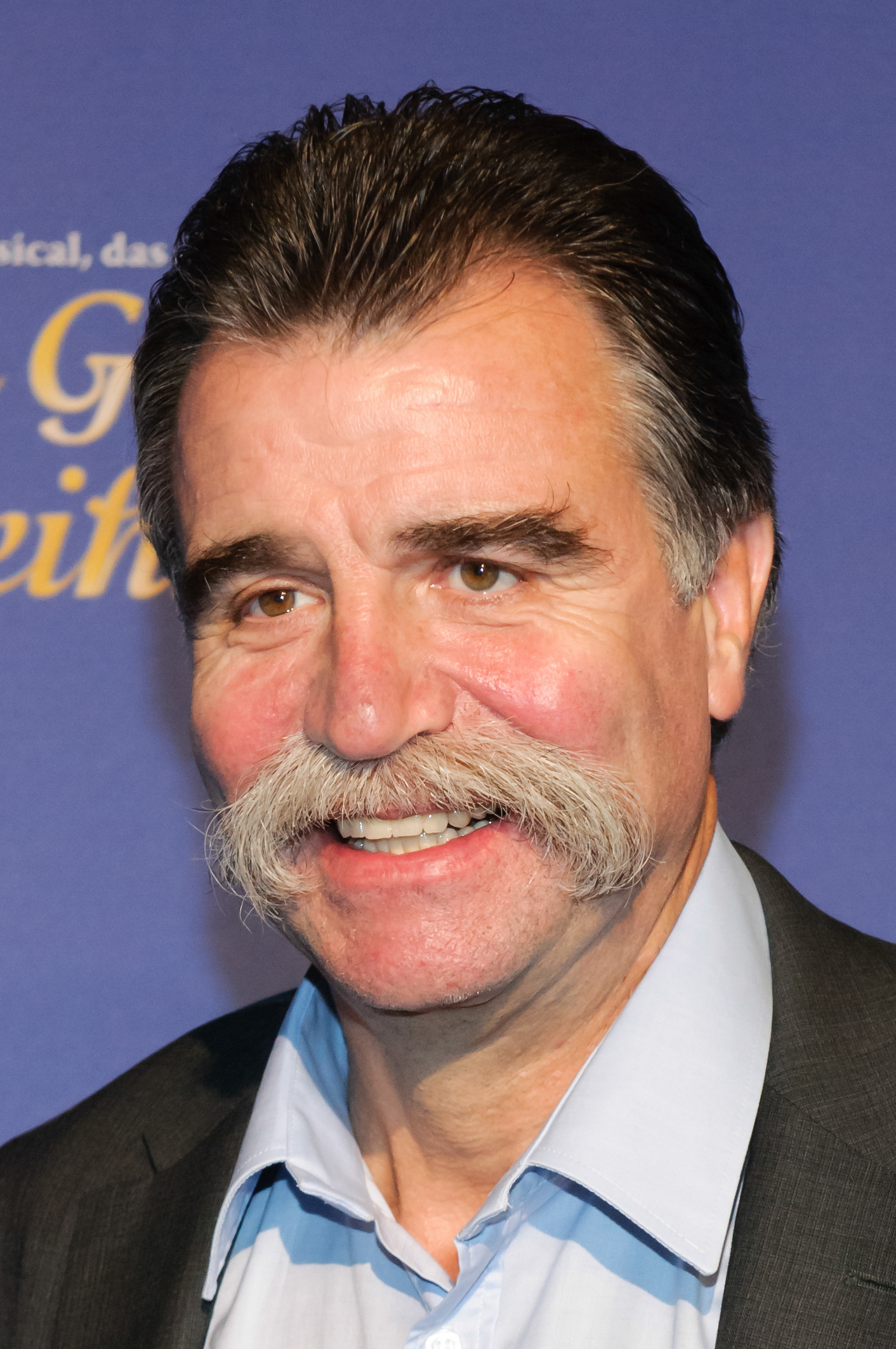
Heiner Brand

- 03. Juli: Lena Andersson, schwedische Tischtennisspielerin und -trainerin
- 06. Juli: Frank Schäffer, deutscher Fußballspieler († 2024)
- 07. Juli: Ulli Potofski, deutscher Sportmoderator († 2025)
- 07. Juli: Christina Voß, deutsche Handballspielerin
- 08. Juli: Ulrich Wehling, deutscher Skisportler
- 11. Juli: Bill Barber, kanadischer Eishockeyspieler
- 14. Juli: André De Wolf, belgischer Radrennfahrer
- 15. Juli: Pierluigi Pairetto, italienischer Fußballschiedsrichter
- 17. Juli: Thomas Ahlström, schwedischer Fußballspieler
- 19. Juli: Bernd Behrens, deutscher Badmintonspieler
- 26. Juli: Heiner Brand, deutscher Handballspieler
- 26. Juli: Stellan Bengtsson, schwedischer Tischtennisspieler
- 27. Juli: Ellen Streidt, deutsche Leichtathletin
- 28. Juli: Eva Wilms, deutsche Leichtathletin
- 31. Juli: Helmuts Balderis, lettischer Eishockeyspieler

### August
- 02. August: Alain Giresse, französischer Fußballspieler
- 03. August: Osvaldo Ardiles, argentinischer Fußballspieler
- 03. August: Thomas Munkelt, deutscher Leichtathlet
- 04. August: Daniel Bautista, mexikanischer Geher und Olympiasieger 1976
- 06. August: Wojciech Fortuna, polnischer Skispringer und Olympiasieger
- 08. August: Brigitte Ahrenholz, deutsche Ruderin und Olympiasiegerin († 2018)
- 10. August: Dietmar Käbisch, deutscher Radsportler
- 14. August: Uwe Dreyer, deutscher Fußballspieler
- 14. August: Christina Rost, deutsche Handballspielerin
- 15. August: Rudi Kargus, deutscher Fußballspieler
- 15. August: Bernard Lacombe, französischer Fußballspieler († 2025)
- 16. August: Walter Olivera, uruguayischer Fußballspieler
- 17. August: Nelson Piquet, brasilianischer Automobilrennfahrer

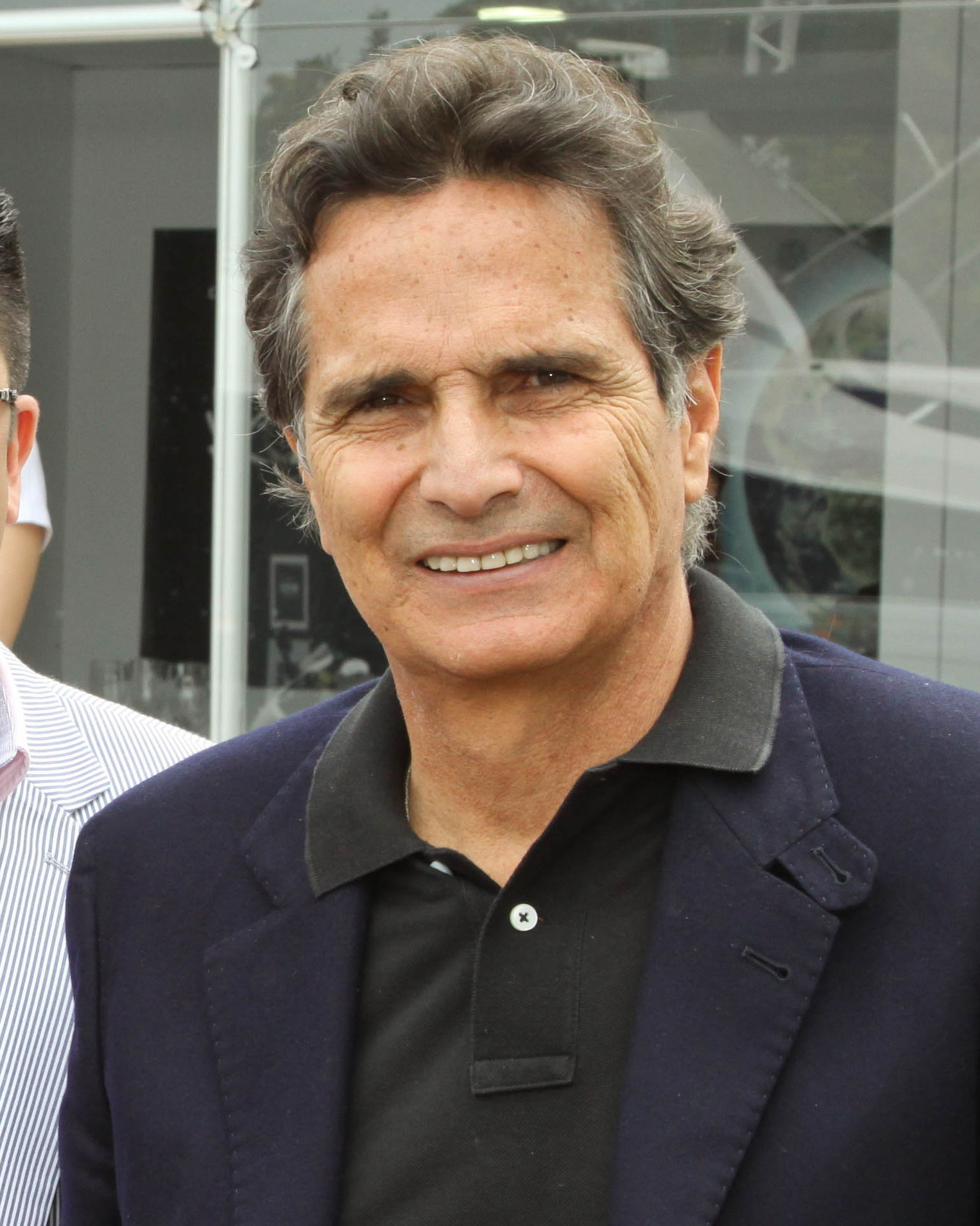
Nelson Piquet

- 17. August: Guillermo Vilas, argentinischer Tennisspieler
- 18. August: Ricardo Villa, argentinischer Fußballspieler
- 19. August: Gabriela Grillo, deutsche Dressurreiterin († 2024)
- 22. August: Klaus Gruner, deutscher Handballspieler
- 22. August: Santiago Santamaría, argentinischer Fußballspieler († 2013)
- 22. August: Michael Sziedat, deutscher Fußballspieler
- 23. August: Carlos Alonso González, „Santillana“, spanischer Fußballspieler
- 25. August: Joachim Griese, deutscher Segler († 2024)
- 27. August: Daniel Astegiano, argentinischer Fußballspieler
- 29. August: John Sanny Åslund, schwedischer Fußballspieler, -trainer und -manager
- 30. August: Wojciech Fibak, polnischer Tennisspieler

### September
- 02. September: Jimmy Connors, US-amerikanischer Tennisspieler

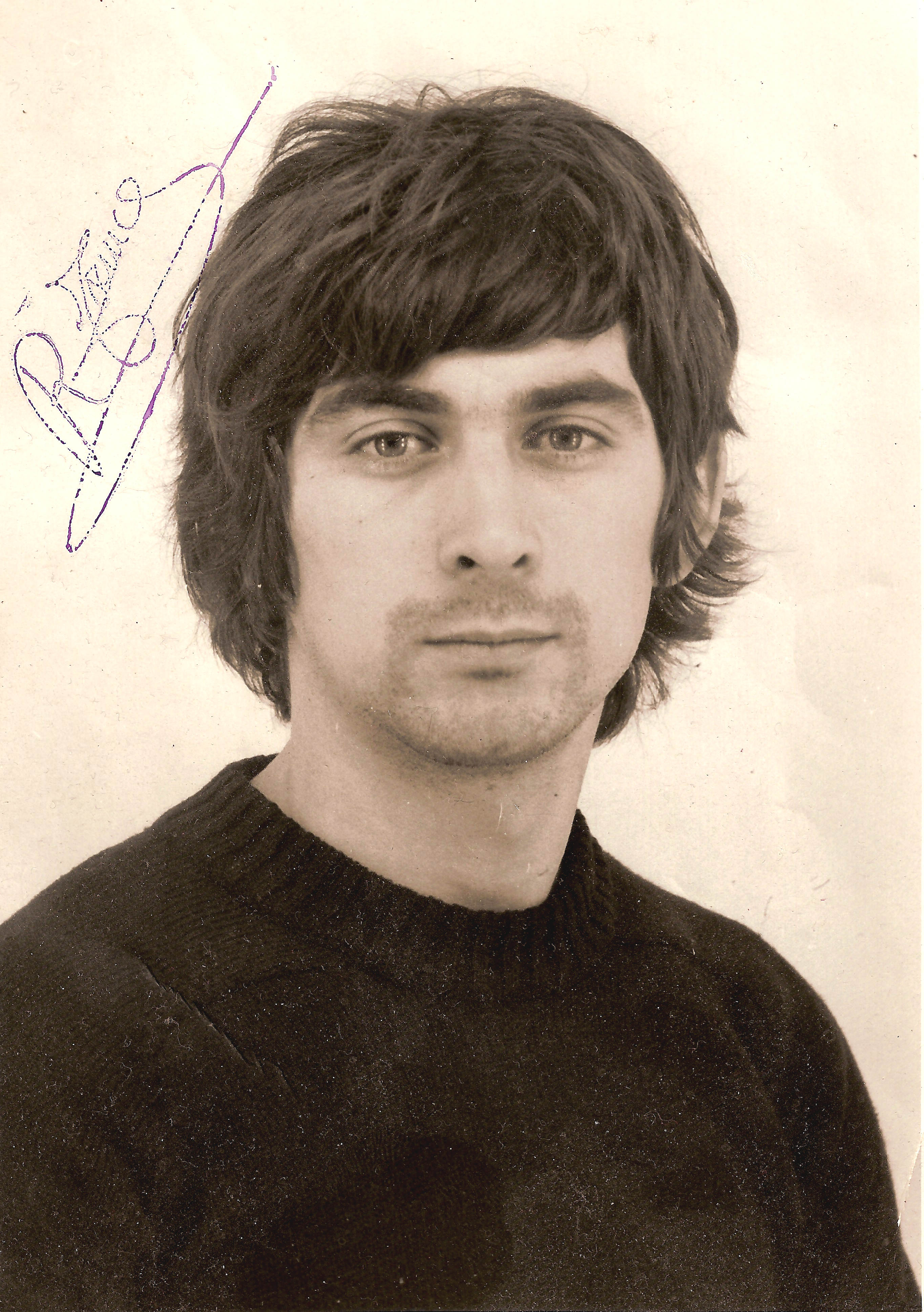
Ricardo Tormo

- 07. September: Ricardo Tormo, spanischer Motorradrennfahrer († 1998)
- 10. September: Bruno Giacomelli, italienischer Automobilrennfahrer
- 10. September: Werner Hug, Schweizer Schachmeister
- 10. September: Margitta Pufe, deutsche Leichtathletin
- 11. September: Klaus-Peter Hildenbrand, deutscher Leichtathlet
- 11. September: Alain Meunier, französischer Radrennfahrer († 1980)
- 13. September: Johanna Schaller, später Johanna Klier, deutsche Leichtathletin und Olympiasiegerin
- 14. September: Margit Schumann, deutsche Rennrodlerin († 2017)
- 19. September: Bernard de Dryver, belgischer Automobilrennfahrer
- 20. September: Gabriele Badorek, deutsche Handballspielerin
- 20. September: Grażyna Rabsztyn, polnische Leichtathletin und mehrfache Weltrekordinhaberin
- 23. September: Elisabeth Demleitner, deutsche Rennrodlerin
- 24. September: Annegret Kroniger, deutsche Leichtathletin
- 29. September: Monika Zehrt, Leichtathletin der DDR
- 30. September: Glenn Aitken, englischer Fußballspieler
- 30. September: Jürgen Glowacz, deutscher Fußballspieler

### Oktober
- 01. Oktober: Olga Minejewa, russische Leichtathletin und Olympionikin
- 05. Oktober: Imran Khan, pakistanischer Cricketspieler
- 05. Oktober: Wladimir Newsorow, sowjetisch-russischer Judoka und Olympiasieger 1976
- 07. Oktober: Ljudmila Turischtschewa, sowjetische Kunstturnerin und vierfache Olympiasiegerin
- 10. Oktober: Siegfried Stohr, italienischer Automobilrennfahrer
- 14. Oktober: Nikolai Andrianow, sowjetischer Kunstturner († 2011)
- 19. Oktober: Perico Fernández, spanischer Boxer († 2016)
- 19. Oktober: Virginio Ferrari, italienischer Motorradrennfahrer
- 27. Oktober: Serge Saulnier, französischer Automobilrennfahrer, Rennstallbesitzer und Motorsportfunktionär
- 31. Oktober: Franz-Josef Tenhagen, deutscher Fußballspieler und -trainer

### November

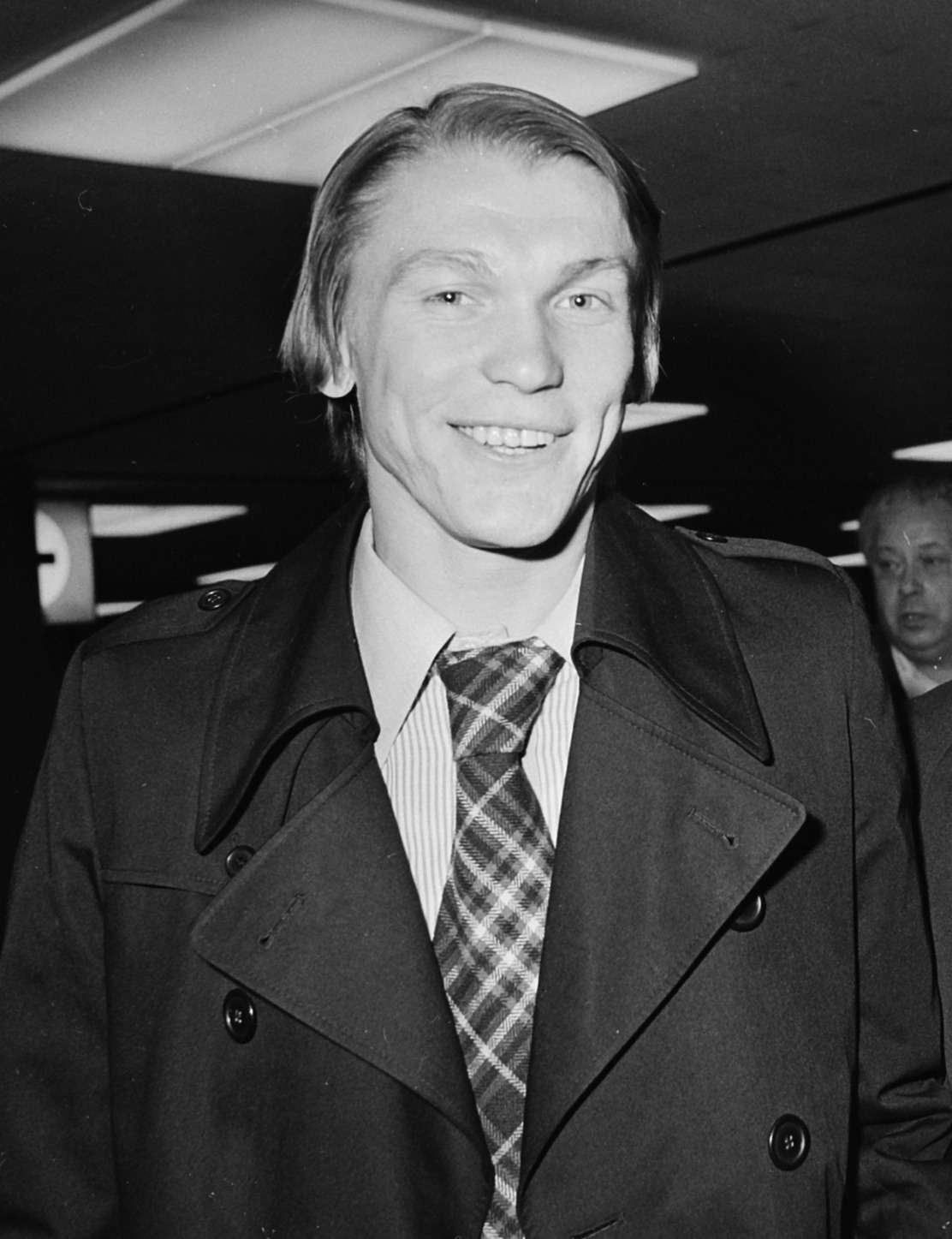
Oleh Blochin

- 05. November: Oleh Blochin, ukrainischer Fußballspieler
- 08. November: Albert Bittlmayer, deutscher Fußballspieler († 1977)
- 08. November: Jan Raas, niederländischer Radrennfahrer
- 11. November: Lothar Angermund, deutscher Fußballspieler
- 14. November: Pascal Pessiot, französischer Automobilrennfahrer und Unternehmer
- 16. November: Karl-Heinz Ach, deutscher Fußballspieler und -trainer
- 17. November: Ties Kruize, niederländischer Hockeyspieler
- 17. November: Marion Tietz, deutsche Handballspielerin
- 18. November: Harald Konopka, deutscher Fußballspieler
- 18. November: Willi Frommelt, liechtensteinischer Skisportler
- 20. November: Wolfgang Kneib, deutscher Fußballspieler
- 21. November: Pietro Ghedin, italienischer Fußballspieler und -trainer
- 25. November: Gabriele Oriali, italienischer Fußballspieler
- 28. November: Rolf Oesterreich, deutscher Eiskunstläufer

### Dezember
- 06. Dezember: Christian Kulik, deutscher Fußballspieler
- 07. Dezember: Paco Romero, spanischer Automobilrennfahrer
- 08. Dezember: Heinz Prokop, deutscher Handballtrainer und Handballspieler
- 10. Dezember: Bernd Jakubowski, deutscher Fußballtorhüter († 2007)
- 11. Dezember: Josef Bläser, deutscher Fußballspieler
- 12. Dezember: Päivi Aaltonen, finnische Bogenschützin
- 15. Dezember: Rick Gulyas, kanadischer Skispringer
- 15. Dezember: Allan Simonsen, dänischer Fußballspieler
- 16. Dezember: Francesco Graziani, italienischer Fußballspieler
- 27. Dezember: Ainsley Armstrong, Sprinter aus Trinidad und Tobago
- 27. Dezember: Klaus Bachlechner, italienischer Fußballspieler
- 27. Dezember: Raimund Krauth, deutscher Fußballspieler († 2012)
- 30. Dezember: Hans-Lothar Bock, deutscher Handballspieler
- 30. Dezember: Gerd Schädlich, deutscher Fußballtrainer und Fußballspieler
- 31. Dezember: Jean-Pierre Rives, französischer Rugby-Union-Spieler und Bildhauer

### Datum/Tag unbekannt
- Wolfgang Schröder, deutscher Radrennfahrer/Radsportler

## Gestorben

### Januar
- 02. Januar: Albert Kempster, britischer Sportschütze (* 1874)
- 04. Januar: Lajos Aradi, ungarischer Turner (* 1884)
- 05. Januar: Ernest May, britischer Hammer-, Speer- und Diskuswerfer (* 1878)
- 07. Januar: James Palmer-Tomkinson, britischer Skirennläufer (* 1915)
- 09. Januar: Paul Außerleitner, österreichischer Skispringer (* 1925)
- 09. Januar: Antonie Straßmann, deutsche Sport- und Zeppelinfliegerin (* 1901)
- 09. Januar: Ruth Winch, englische Tennisspielerin (* 1870)
- 10. Januar: Arthur Everitt, britischer Degenfechter (* 1872)
- 10. Januar: Joseph Laycock, britischer Motorbootfahrer, Teilnehmer der Olympischen Spiele 1908 (* 1867)
- 11. Januar: Rollin Feitshans, US-amerikanischer Tennisspieler (* 1881)
- 12. Januar: Walter Tammas, britischer Tauzieher (* 1870)
- 16. Januar: Jean Rosellen, deutscher Radrennfahrer (* 1891)
- 18. Januar: Hugo Sedláček, tschechoslowakischer Wasserballspieler (* 1895)
- 24. Januar: Sławosz Szydłowski, polnischer Leichtathlet (* 1894)
- 28. Januar: Thomas Hicks, US-amerikanischer Marathonläufer, Olympiasieger (* 1876)
- 31. Januar: Axel Thayssen, dänischer Tennisspieler (* 1885)

### Februar
- 03. Februar: Josef Merkle, deutscher Ringer (* 1882)
- 05. Februar: Agatha Morton, britische Tennisspielerin (* 1872)
- 06. Februar: Lucian Büeler, Schweizer Eiskunstläufer (* 1910)
- 06. Februar: Harald Paumgarten, österreichischer Skisportler (* 1904)
- 07. Februar: Gianmario Baroni, italienischer Eishockeytorhüter (* 1910)
- 07. Februar: Pete Henry, US-amerikanischer American-Football-Spieler und -Trainer (* 1897)

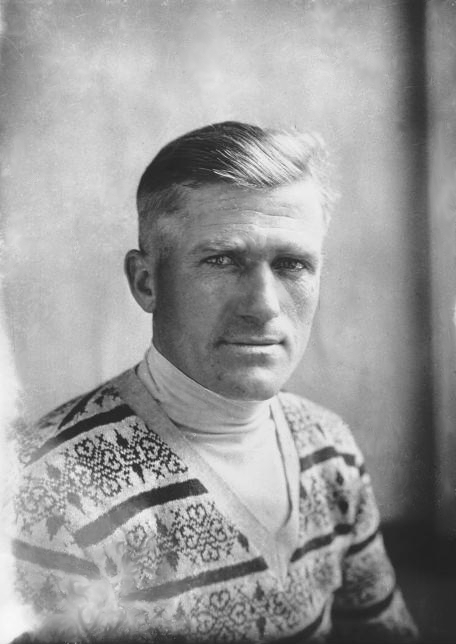
Maurice De Waele

- 14. Februar: Maurice De Waele, belgischer Radrennfahrer (* 1896)
- 16. Februar: Jaap Barendregt, niederländischer Fußballspieler (* 1905)

### März
- 02. März: Julius Wagner, deutsch-schweizerischer Leichtathlet (* 1882)
- 11. März: Willy de l’Arbre, belgischer Segler (* 1882)
- 12. März: Charles Armstrong, US-amerikanischer Ruderer (* 1881)
- 14. März: Hermund Skjerven, norwegischer Sportschütze (* 1872)
- 25. März: Alexis Douchet, französischer Turner (* 1875)
- 30. März: Ronald Rawson, britischer Boxer (* 1892)

### April
- 10. April: Erik Larsen, dänischer Ruderer (* 1928)
- 11. April: Olaf Kjems, dänischer Turner (* 1880)
- 20. April: Johannes Espelund, norwegischer Sportschütze (* 1885)
- 21. April: Robert Zurbriggen, Schweizer Skisportler (* 1917)
- 23. April: Edgar Burgess, britischer Ruderer (* 1891)
- 26. April: Lennart Lindgren, schwedischer Leichtathlet (* 1915)
- 000April: Guillaume Visser, belgischer Ruderer (* 1880)

### Mai
- 01. Mai: Alfred Nichols, britischer Leichtathlet (* 1890)
- 03. Mai: Georges Cordey, Schweizer Motorradrennfahrer (* unbekannt)
- 08. Mai: Georg Hax, deutscher Wasserspringer, Wasserballspieler, Kunstturner und Sportfunktionär (* 1870)
- 10. Mai: Paul Greifzu, deutscher Automobil- und Motorradrennfahrer (* 1902)
- 11. Mai: Bertel Broman, finnischer Segler (* 1889)
- 15. Mai: Egbert Reimsfeld, deutscher Ruderer (* 1890)
- 17. Mai: Ellen Brusewitz, schwedische Tennisspielerin (* 1878)
- 18. Mai: Hannes Sonck, finnischer Leichtathlet (* 1919)
- 21. Mai: William Ahlemeyer, US-amerikanischer Handballspieler (* 1907)

### Juni
- 07. Juni: Ercole Boero, italienischer Wasserspringer (* 1889)
- 08. Juni: Johnny McDowell, US-amerikanischer Automobilrennfahrer (* 1915)
- 13. Juni: Andreas Brecke, norwegischer Segler (* 1879)
- 13. Juni: Clarence Gamble, US-amerikanischer Tennisspieler (* 1881)
- 13. Juni: Arthur Lyon, US-amerikanischer Fechter (* 1876)
- 18. Juni: Efim Bogoljubow, russisch-deutscher Schachgroßmeister (* 1889)
- 20. Juni: Luigi Fagioli, italienischer Automobilrennfahrer (* 1898)
- 23. Juni: László Berti, ungarischer Fechter (* 1875)
- 26. Juni: Archibald Sharp, britischer Schwimmer (* 1889)
- 28. Juni: Edmond Labitte, französischer Turner (* 1888)
- 29. Juni: Alfred Braunschweiger, deutscher Wasserspringer (* 1885)
- 00. Juni: Charles Montier, französischer Automobilrennfahrer und Fahrzeugkonstrukteur (* 1879)

### Juli
- 07. Juli: Anders Johnsson, schwedischer Sportschütze (* 1890)
- 07. Juli: Frank Kugler, deutsch-US-amerikanischer Ringer, Gewichtheber und Tauzieher (* 1879)
- 14. Juli: Albert Naumann, deutscher Fechter (* 1875)
- 15. Juli: Norman Taber, US-amerikanischer Leichtathlet (* 1891)
- 16. Juli: John Boles, US-amerikanischer Sportschütze (* 1888)
- 18. Juli: William Pimm, britischer Sportschütze (* 1864)
- 22. Juli: Silvio Cator, haitianischer Leichtathlet (* 1900)
- 24. Juli: Richard Johansson, schwedischer Eiskunstläufer (* 1882)
- 27. Juli: Henry Terry, britischer Cricketspieler (* 1869)

### August
- 17. August: Dick Bergström, schwedischer Segler (* 1886)
- 23. August: Géza Kiss, ungarischer Schwimmer, Sportfunktionär und -journalist (* 1882)
- 31. August: Jim Rigsby, US-amerikanischer Automobilrennfahrer (* 1923)
- 31. August: Allen West, US-amerikanischer Tennisspieler (* 1872)

### September
- 02. September: Jan van Beek, niederländischer Fußballspieler (* 1880)
- 02. September: Hans von Rosen, schwedischer Reiter (* 1888)
- 03. September: Einar Rothman, schwedischer Geher (* 1888)
- 06. September: William Ewart Napier, US-amerikanischer Schachspieler englischer Herkunft (* 1881)
- 14. September: Robert Crawshaw, britischer Schwimmer und Wasserballspieler (* 1869)
- 19. September: Gus Dillon, kanadischer Lacrossespieler (* 1883)
- 20. September: Bill Schindler, US-amerikanischer Automobilrennfahrer (* 1909)
- 21. September: Dietrich Wortmann, deutscher Ringer (* 1884)
- 22. September: George Passmore, US-amerikanischer Lacrossespieler (* 1889)
- 26. September: George Ducker, kanadischer Fußballspieler (* 1871)
- 26. September: Johan Pettersson, finnischer Leichtathlet (* 1884)
- 27. September: Frederick Hird, US-amerikanischer Sportschütze (* 1879)
- 29. September: Carl Wentzel, deutscher Regattasegler (* 1895)
- 30. September: Beattie Ramsay, kanadischer Eishockeyspieler, -trainer und -schiedsrichter (* 1895)
- 000September: Alexander Popovich, österreichischer Fußballspieler und -trainer (* 1891)

### Oktober
- 07. Oktober: Walfrid Hellman, schwedischer Sportschütze (* 1883)
- 13. Oktober: Stanley Bacon, britischer Ringer (* 1885)
- 13. Oktober: Giuseppe Scarpi, italienischer Fußballschiedsrichter (* 1900)
- 19. Oktober: Waldemar Riemann, deutscher Schwimmer (* 1874)
- 19. Oktober: Jan van der Sluis, niederländischer Fußballspieler (* 1889)
- 21. Oktober: Jimmy Jewell, englischer Fußballtrainer und -schiedsrichter (* 1898)
- 21. Oktober: Herbert Karlsson, schwedischer Fußballspieler (* 1896)
- 24. Oktober: Judy Guinness, britische Fechterin (* 1910)
- 25. Oktober: Vincenzo Lanfranchi, italienischer Radsportler, Motorradrennfahrer und Unternehmer (* 1875)
- 27. Oktober: József Nagy, ungarischer Sprinter und Mittelstreckenläufer (* 1884)

### November
- 04. November: Sándor Pósta, ungarischer Fechter (* 1888)
- 05. November: Joseph James, US-amerikanischer Automobilrennfahrer (* 1925)
- 05. November: Allan Potts, US-amerikanischer Eisschnellläufer (* 1904)
- 07. November: Filippos Karvelas, griechischer Turner (* 1877)
- 07. November: Georges Mys, belgischer Ruderer (* 1880)
- 07. November: Cesare Rossi, italienischer Ruderer (* 1904)
- 13. November: George Stadel, US-amerikanischer Tennisspieler (* 1881)
- 16. November: Georges Berger, französischer Turner (* 1897)
- 16. November: Eino Kenttä, finnischer Leichtathlet (* 1906)
- 17. November: Franz John, deutscher Fußballfunktionär und Fotograf (* 1872)
- 17. November: Christian Nielsen, dänischer Segler (* 1873)
- 18. November: Dutch Speck, US-amerikanischer American-Football-Spieler (* 1886)
- 20. November: Jock Porter, britischer Motorradrennfahrer, Unternehmer und Motorradkonstrukteur (* 1894)
- 22. November: Charles Benedict, US-amerikanischer Sportschütze (* 1867)
- 22. November: George Cornet, britischer Wasserballspieler (* 1877)
- 22. November: Ted Morgan, neuseeländischer Boxer (* 1906)
- 23. November: Axel Kristensen, dänischer Sportschütze (* 1873)
- 30. November: Alan Noble, englischer Hockeyspieler (* 1885)

### Dezember
- 02. Dezember: Arnaldo Andreoli, italienischer Turner (* 1893)
- 06. Dezember: Giovanni Goccione, italienischer Fußballspieler (* 1883)
- 18. Dezember: Vilhelm Gylche, dänischer Geher (* 1888)
- 18. Dezember: Charles-Gustave Kuhn, Schweizer Springreiter (* 1889)
- 20. Dezember: Fritz Förderer, deutscher Fußballspieler (* 1888)
- 21. Dezember: Kenneth Edwards, US-amerikanischer Golfspieler (* 1886)
- 23. Dezember: Bruno Leuzinger, Schweizer Eishockeyspieler (* 1886)
- 24. Dezember: Anton Johanson, schwedischer Fußballspieler und Sportfunktionär (* 1877)
- 28. Dezember: Vagn Ingerslev, dänischer Tennisspieler (* 1885)

### Datum unbekannt
- Federico Kleger, argentinischer Leichtathlet (* 1903)